# 1984年欧州議会議員選挙 (イギリス)
1984年欧州議会議員選挙（1984ねん おうしゅうぎかい ぎいんせんきょ）は、欧州共同体（EC）の議会である欧州議会の議員を選出するため1984年6月に行われた選挙である。本稿ではイギリスにおける欧州議会議員選挙の結果について取り上げる。

## 概要
- 議員の任期：5年
- 選挙権：18歳以上
- 欧州議会議員定数（イギリスへの割り当て分）：81議席 
  - イギリス本島：78議席
  - 北アイルランド：3議席
- 選挙区と選挙制度
  - イギリス本島：78選挙区（小選挙区制）
  - 北アイルランド：1選挙区（中選挙区制 - 単記移譲式投票）
- 有権者数：42,981,348名

## 選挙結果
- 投票日：1984年6月14日
- 投票率：32.57％（イギリス全体）

| 党派                        | 得票数    | ％   | 議席 |
| --------------------------- | --------- | ---- | ---- |
| 保守党（Conservative）      | 5,426,866 | 38.8 | 45   |
| 労働党（labour）            | 4,865,224 | 34.7 | 32   |
| スコットランド国民党（SNP） | 230,594   | 1.7  | 1    |
|                             |           |      | 78   |

- 出典：The European Elections in 1984
- 議席を得た政党のみ記載

| 党派                    | 得票数  | ％   | 議席数 |
| ----------------------- | ------- | ---- | ------ |
| 民主統一党（DUP）       | 230,251 | 33.6 | 1      |
| 社会民主労働党（SDLP）  | 151,399 | 22.1 | 1      |
| アルスター統一党（UUP） | 147,169 | 21.5 | 1      |
| 合計                    | 合計    | 合計 | 3      |

- 北アイルランドの有権者数：1,065,363名
- 投票者数：696,994名（投票率：65.42％）
- 有効票：685,317票
- 出典：The 1984 European elections